# Wij houden van Oranje (1988)
Wij houden van Oranje (Wij ♥ Oranje) is een nummer van André Hazes dat erg populair was toen het Nederlands voetbalelftal in 1988 Europees kampioen voetbal werd. De coupletten werden gecomponeerd door Hans van Hemert, terwijl het refrein grotendeels is gebaseerd op de melodie van Auld Lang Syne. 
Het liedje werd in eerste instantie aangeboden aan Willeke Alberti, maar zij bedankte voor de eer, omdat ze op dat moment getrouwd was met de Deense voetballer Søren Lerby.
Nadat Nederland op zaterdag 25 juni 1988 het EK gewonnen had, werd de plaat weer veel gedraaid op Radio 2 en Radio 3 en kwam de single een week later op donderdag terug in de Nationale Hitparade Top 100. De plaat bereikte twee weken later de nummer één-notering en hield deze positie 3 weken vast. In de Nederlandse Top 40 bereikte de plaat de 3e positie en stond totaal 7 weken genoteerd.

## Hitnoteringen

### Nederlandse Top 40
| Hitnotering: 09-07-1988 t/m 20-08-1988 | Hitnotering: 09-07-1988 t/m 20-08-1988 | Hitnotering: 09-07-1988 t/m 20-08-1988 | Hitnotering: 09-07-1988 t/m 20-08-1988 | Hitnotering: 09-07-1988 t/m 20-08-1988 | Hitnotering: 09-07-1988 t/m 20-08-1988 | Hitnotering: 09-07-1988 t/m 20-08-1988 | Hitnotering: 09-07-1988 t/m 20-08-1988 | Hitnotering: 09-07-1988 t/m 20-08-1988 |
| Week:                                  | 1                                      | 2                                      | 3                                      | 4                                      | 5                                      | 6                                      | 7                                      |                                        |
| -------------------------------------- | -------------------------------------- | -------------------------------------- | -------------------------------------- | -------------------------------------- | -------------------------------------- | -------------------------------------- | -------------------------------------- | -------------------------------------- |
| Positie:                               | 15                                     | 7                                      | 3                                      | 4                                      | 11                                     | 23                                     | 37                                     | uit                                    |

### Nationale Hitparade Top 100/ NederlandseSingle Top 100
| Hitnotering: (week 1 t/m 4) 14-05-1988 t/m 04-06-1988 Hitnotering: (week 5 t/m 16) 25-06-1988 t/m 10-09-1988 Hitnotering: (week 17 t/m 18) 21-06-2008 t/m 28-06-2008 Hitnotering: (week 19 t/m 24) 12-06-2010 t/m 17-07-2010 Hitnotering: (week 25) 16-06-2012 Hitnotering: (week 26) 21-06-2014 Hitnotering: (week 27) 12-07-2014 | Hitnotering: (week 1 t/m 4) 14-05-1988 t/m 04-06-1988 Hitnotering: (week 5 t/m 16) 25-06-1988 t/m 10-09-1988 Hitnotering: (week 17 t/m 18) 21-06-2008 t/m 28-06-2008 Hitnotering: (week 19 t/m 24) 12-06-2010 t/m 17-07-2010 Hitnotering: (week 25) 16-06-2012 Hitnotering: (week 26) 21-06-2014 Hitnotering: (week 27) 12-07-2014 | Hitnotering: (week 1 t/m 4) 14-05-1988 t/m 04-06-1988 Hitnotering: (week 5 t/m 16) 25-06-1988 t/m 10-09-1988 Hitnotering: (week 17 t/m 18) 21-06-2008 t/m 28-06-2008 Hitnotering: (week 19 t/m 24) 12-06-2010 t/m 17-07-2010 Hitnotering: (week 25) 16-06-2012 Hitnotering: (week 26) 21-06-2014 Hitnotering: (week 27) 12-07-2014 | Hitnotering: (week 1 t/m 4) 14-05-1988 t/m 04-06-1988 Hitnotering: (week 5 t/m 16) 25-06-1988 t/m 10-09-1988 Hitnotering: (week 17 t/m 18) 21-06-2008 t/m 28-06-2008 Hitnotering: (week 19 t/m 24) 12-06-2010 t/m 17-07-2010 Hitnotering: (week 25) 16-06-2012 Hitnotering: (week 26) 21-06-2014 Hitnotering: (week 27) 12-07-2014 | Hitnotering: (week 1 t/m 4) 14-05-1988 t/m 04-06-1988 Hitnotering: (week 5 t/m 16) 25-06-1988 t/m 10-09-1988 Hitnotering: (week 17 t/m 18) 21-06-2008 t/m 28-06-2008 Hitnotering: (week 19 t/m 24) 12-06-2010 t/m 17-07-2010 Hitnotering: (week 25) 16-06-2012 Hitnotering: (week 26) 21-06-2014 Hitnotering: (week 27) 12-07-2014 | Hitnotering: (week 1 t/m 4) 14-05-1988 t/m 04-06-1988 Hitnotering: (week 5 t/m 16) 25-06-1988 t/m 10-09-1988 Hitnotering: (week 17 t/m 18) 21-06-2008 t/m 28-06-2008 Hitnotering: (week 19 t/m 24) 12-06-2010 t/m 17-07-2010 Hitnotering: (week 25) 16-06-2012 Hitnotering: (week 26) 21-06-2014 Hitnotering: (week 27) 12-07-2014 | Hitnotering: (week 1 t/m 4) 14-05-1988 t/m 04-06-1988 Hitnotering: (week 5 t/m 16) 25-06-1988 t/m 10-09-1988 Hitnotering: (week 17 t/m 18) 21-06-2008 t/m 28-06-2008 Hitnotering: (week 19 t/m 24) 12-06-2010 t/m 17-07-2010 Hitnotering: (week 25) 16-06-2012 Hitnotering: (week 26) 21-06-2014 Hitnotering: (week 27) 12-07-2014 | Hitnotering: (week 1 t/m 4) 14-05-1988 t/m 04-06-1988 Hitnotering: (week 5 t/m 16) 25-06-1988 t/m 10-09-1988 Hitnotering: (week 17 t/m 18) 21-06-2008 t/m 28-06-2008 Hitnotering: (week 19 t/m 24) 12-06-2010 t/m 17-07-2010 Hitnotering: (week 25) 16-06-2012 Hitnotering: (week 26) 21-06-2014 Hitnotering: (week 27) 12-07-2014 | Hitnotering: (week 1 t/m 4) 14-05-1988 t/m 04-06-1988 Hitnotering: (week 5 t/m 16) 25-06-1988 t/m 10-09-1988 Hitnotering: (week 17 t/m 18) 21-06-2008 t/m 28-06-2008 Hitnotering: (week 19 t/m 24) 12-06-2010 t/m 17-07-2010 Hitnotering: (week 25) 16-06-2012 Hitnotering: (week 26) 21-06-2014 Hitnotering: (week 27) 12-07-2014 | Hitnotering: (week 1 t/m 4) 14-05-1988 t/m 04-06-1988 Hitnotering: (week 5 t/m 16) 25-06-1988 t/m 10-09-1988 Hitnotering: (week 17 t/m 18) 21-06-2008 t/m 28-06-2008 Hitnotering: (week 19 t/m 24) 12-06-2010 t/m 17-07-2010 Hitnotering: (week 25) 16-06-2012 Hitnotering: (week 26) 21-06-2014 Hitnotering: (week 27) 12-07-2014 | Hitnotering: (week 1 t/m 4) 14-05-1988 t/m 04-06-1988 Hitnotering: (week 5 t/m 16) 25-06-1988 t/m 10-09-1988 Hitnotering: (week 17 t/m 18) 21-06-2008 t/m 28-06-2008 Hitnotering: (week 19 t/m 24) 12-06-2010 t/m 17-07-2010 Hitnotering: (week 25) 16-06-2012 Hitnotering: (week 26) 21-06-2014 Hitnotering: (week 27) 12-07-2014 | Hitnotering: (week 1 t/m 4) 14-05-1988 t/m 04-06-1988 Hitnotering: (week 5 t/m 16) 25-06-1988 t/m 10-09-1988 Hitnotering: (week 17 t/m 18) 21-06-2008 t/m 28-06-2008 Hitnotering: (week 19 t/m 24) 12-06-2010 t/m 17-07-2010 Hitnotering: (week 25) 16-06-2012 Hitnotering: (week 26) 21-06-2014 Hitnotering: (week 27) 12-07-2014 | Hitnotering: (week 1 t/m 4) 14-05-1988 t/m 04-06-1988 Hitnotering: (week 5 t/m 16) 25-06-1988 t/m 10-09-1988 Hitnotering: (week 17 t/m 18) 21-06-2008 t/m 28-06-2008 Hitnotering: (week 19 t/m 24) 12-06-2010 t/m 17-07-2010 Hitnotering: (week 25) 16-06-2012 Hitnotering: (week 26) 21-06-2014 Hitnotering: (week 27) 12-07-2014 | Hitnotering: (week 1 t/m 4) 14-05-1988 t/m 04-06-1988 Hitnotering: (week 5 t/m 16) 25-06-1988 t/m 10-09-1988 Hitnotering: (week 17 t/m 18) 21-06-2008 t/m 28-06-2008 Hitnotering: (week 19 t/m 24) 12-06-2010 t/m 17-07-2010 Hitnotering: (week 25) 16-06-2012 Hitnotering: (week 26) 21-06-2014 Hitnotering: (week 27) 12-07-2014 | Hitnotering: (week 1 t/m 4) 14-05-1988 t/m 04-06-1988 Hitnotering: (week 5 t/m 16) 25-06-1988 t/m 10-09-1988 Hitnotering: (week 17 t/m 18) 21-06-2008 t/m 28-06-2008 Hitnotering: (week 19 t/m 24) 12-06-2010 t/m 17-07-2010 Hitnotering: (week 25) 16-06-2012 Hitnotering: (week 26) 21-06-2014 Hitnotering: (week 27) 12-07-2014 | Hitnotering: (week 1 t/m 4) 14-05-1988 t/m 04-06-1988 Hitnotering: (week 5 t/m 16) 25-06-1988 t/m 10-09-1988 Hitnotering: (week 17 t/m 18) 21-06-2008 t/m 28-06-2008 Hitnotering: (week 19 t/m 24) 12-06-2010 t/m 17-07-2010 Hitnotering: (week 25) 16-06-2012 Hitnotering: (week 26) 21-06-2014 Hitnotering: (week 27) 12-07-2014 | Hitnotering: (week 1 t/m 4) 14-05-1988 t/m 04-06-1988 Hitnotering: (week 5 t/m 16) 25-06-1988 t/m 10-09-1988 Hitnotering: (week 17 t/m 18) 21-06-2008 t/m 28-06-2008 Hitnotering: (week 19 t/m 24) 12-06-2010 t/m 17-07-2010 Hitnotering: (week 25) 16-06-2012 Hitnotering: (week 26) 21-06-2014 Hitnotering: (week 27) 12-07-2014 | Hitnotering: (week 1 t/m 4) 14-05-1988 t/m 04-06-1988 Hitnotering: (week 5 t/m 16) 25-06-1988 t/m 10-09-1988 Hitnotering: (week 17 t/m 18) 21-06-2008 t/m 28-06-2008 Hitnotering: (week 19 t/m 24) 12-06-2010 t/m 17-07-2010 Hitnotering: (week 25) 16-06-2012 Hitnotering: (week 26) 21-06-2014 Hitnotering: (week 27) 12-07-2014 |
| Week: | 1 | 2 | 3 | 4 | | 5 | 6 | 7 | 8 | 9 | 10 | 11 | 12 | 13 | 14 | 15 | 16 |
| --- | --- | --- | --- | --- | --- | --- | --- | --- | --- | --- | --- | --- | --- | --- | --- | --- | --- |
| Positie: | 90 | 87 | 91 | 90 | uit | 71 | 28 | 1 | 1 | 1 | 2 | 9 | 11 | 29 | 42 | 60 | 95 |
| Week: | | 17 | 18 | | 19 | 20 | 21 | 22 | 23 | 24 | | 25 | | 26 | | 27 | |
| Positie: | uit | 14 | 14 | uit | 88 | 60 | 70 | 98 | 23 | 16 | uit | 48 | uit | 77 | uit | 89 | uit |